# دووم 2 (فلم)
دووم 2 (بالهندية: धूम 2) (بالإنجليزية: Dhoom 2) بالعربية معناه انفجار 2، (كما يختصر والمعروفة باسم D:2، D2 ودووم 2: عاد في الأكشن (بالإنجليزية: Dhoom 2: Back in Action)) هو فيلم بوليوود 2006 الفيلم من إخراج سانجاي جادفي والتي تنتجها أديتيا شوبرا وياش شوبر في له ميزانية تقدر ب350 مليون روبية (5.6 مليون دولار) تحت شركة ياش راج فيلم. هو الثاني في سلسلة دووم. أبهيشيك باتشان وأوداي تشوبرا نجم ورجال الشرطة الأصدقاء جاي ديكسيت وعلي، على التوالي. محاولة للقبض على الثنائي السيد أيه (هريثيك روشان)، وهو لص محترف الذي هو العاطفة لسرقة المقتنيات النادرة والقيمة باستخدام الأدوات ذات التكنولوجيا العالية. يتميز الفيلم بيباشا باسو وآيشواريا راي في أدوار الإناث الرصاص. وبداية دووم 2 في المقام الأول في الهند، وديربان، وريو دي جانيرو. الموزع، ياش راج الأفلام، وروجت للفيلم من خلال إقامة الجمعيات مع بيبي جينز وكوكا كولا. عرض لأول مرة في 24 نوفمبر 2006 في الهند، حيث حصل على أوسع إفراج في تاريخ السينما الهندية مع أكثر من 1800 طبعة.

## القصة
في صحراء ناميب، يقفز السيد أيه بالمظلة على متن قطار يحمل الملكة إليزابيث الثانية، حيث يسرق تاجها متنكراً في هيئة الملكة، ويهزم حراسها ويهرب. يتعرف ضابط الشرطة جاي ديكسيت والمحقق الخاص علي أكبر خان الذي تمت ترقيته مؤخراً على شونالي بوس، أفضل أصدقاء جاي وضابط خاص مكلف بالتحقيق في قضية السيد أيه أثناء التحقيق الأولي، يحلل جاي الاتجاه الأساسي في سرقات السيد أيه ويصفه بأنه "لص مثالي" ويتأثر بأنماط سرقاته ويستنتج أن السرقة ستحدث في أحد متحفين مشهورين في مدينة مومباي. يدرك جاي أن القطعة الأثرية الموجودة في المتحف، والتي يحرسها، غير مثالية ويسرع إلى المتحف الآخر، حيث يسرق السيد أيه متنكراً في هيئة تمثال ثم أحد أفراد الأمن القدامى ماسة نادرة ويهرب من المتحف.
السيد أ على وشك اللحاق بالطائرة، لكنه يرى على شاشة التلفزيون شخصًا آخر يدعي أنه هو نفسه ويعلم أن المحتال يتحدى رجال الشرطة بقوله إنهم سيسرقون سيفًا قديمًا للمحاربين. ردًا على ذلك، يفرض جاي وشونالي وخان حراسة صارمة على موقع السيف. يلتقي السيد أيه باللص الذي ادعى ذلك على شاشة التلفزيون في الغرفة التي تحتوي على السيف. يتم تنبيه الشرطة، لكن السيد أ تمكن بسرعة من سرقة السيف والهروب مع إصابة المحتال لشونالي في المواجهة. اتضح أن المنتحل هو سونيري كور، التي تعبد السيد أيه تريد سونيري تكوين تحالف مع السيد أ، لكنه يرفضها. بعد مباراة كرة السلة، يوافق السيد أيه أخيرًا على العمل مع سونيري.
في ريو دي جانيرو، يخطط السيد أيه وسونيري لعملية السرقة التالية. عندما أشار تحليل جاي إلى أن ريو هي موقع عملية السطو التالية للسيد أيه، يسافر جاي وعلي إلى هناك ويقابلان مونالي، أخت شونالي التوأم التي تقع في حب علي بالتراضي. لاحقًا، تلتقي سونهري بجاي لمناقشة شراكتها مع السيد أيه، وتكشف أنهما يعملان معًا وقد وعد جاي سونيري بالحرية من السجن في المقابل. الخطة هي أن تقترب سونهري من السيد أ وتكتشف خطته التالية حتى تتمكن الشرطة من القبض عليه، لكنها تبدأ في الشك. يقع السيد أ وسونهري في حب بعضهما البعض، حيث يكشف عن هويته الحقيقية كآريان سينغانيا ويبدأ في إعداد سونهري بأساليبه لعملية السطو التالية. أثناء كرنفال ريو، يرى أريان، متنكرًا في هيئة أحد الفنانين، سونهري وجاي معًا ويدرك أن سونهري كان يعمل متخفيًا لصالح جاي. في وقت لاحق، يقضي آريان الليلة بين فريق جاي ومع سويهري بالإضافة إلى الكشف عن نفسه لجاي والانخراط في محادثة علاقة شرطي-لص معه.
في اليوم التالي، يجبر آريان سونيهري على لعب لعبة الروليت الروسية، على الرغم من أنها لا تريد إطلاق النار عليه. بعد ست محاولات لإطلاق النار، لم يُقتل أي منهما، لأن آريان لم يقم بتحميل البندقية أبدًا. تعترف سونيهري بخيانتها لآريان وتعترف بحبها له ويتقاسمان قبلة عاطفية. في سرقتهما الأخيرة، يسرق آريان وسونهري بعض العملات الليدية المبكرة بينما كانا متنكرين في هيئة أقزام مؤدين وفي وقت لاحق كأطفال يذهبون إلى المدرسة. مع نجاح السرقة، يدرك جاي أنه تعرض للخيانة، حيث اتصلت به سونيهري على الهاتف لتكشف له أنها تريد البقاء مع آريان وتكسر صفقتهما، مما أجبر جاي وعلي على مطاردتهما. بعد المطاردة، انتهى بهم الأمر جميعًا على قمة شلال، حيث أمسك علي بسونهري. سونهري، على الرغم من التعبير عن مشاعرها تجاه أريان، تطلق النار عليه بعد أن طلب منها بشكل غير مباشر قتله بالإشارة إلى جاي أنه إذا أحب شخصًا ما إلى هذا الحد فسوف يموت على يدي حبيبته من أجل حبهما. يسقط أريان من الشلال، وبعد ذلك يسمح جاي لشوناري بالخروج بحرية كعقاب لها على البقاء بمفردها حيث لا يمكنها أن تخون حتى نفسها بالبقاء بمفردها كما قال لها أريان ذات مرة.
بعد ستة أشهر، تم الكشف عن أن أريان نجا وفتح مطعمًا في جزر فيجي مع سونيهري واستقروا بسعادة مع بعضهم البعض. يلتقي جاي بأريان وسونهري في المطعم ويصرح أنه لا يرغب في سجن الزوجين على الرغم من جرائمهما لأن اللصوص بداخلهما ماتوا بالفعل الآن وقد بدآ حياة جديدة من جديد على الرغم من موافقتهما على تسليم أنفسهما. يكشف أريان أنه يمكن العثور على جميع قطع أثرية سرقاته عبر ساعة رقمية. يدرك جاي مشاعر الزوجين تجاه بعضهما البعض ويطلق سراحهما مع تحذير من العودة إلى حياة الجريمة. بعد المغادرة، يتلقى جاي مكالمة هاتفية، ويبلغ علي، الذي يبدو أنه قد استقر مع مونالي، أنه يجب عليهما العودة إلى الهند لقضيتهما التالية بينما يظهر أريان وسونيهري أنهما يعيشان حياة سعيدة من خلال الأغنية الرئيسية.

## طاقم العمل
- أبهيشيك باتشان في دور الشرطي جاي ديكسيت
- أوداي تشوبرا في دور علي أكبر
- هريثيك روشان في دور السيد أيه / آريان[4]
- آيشواريا راي في دور سونهري
- بيباشا باسو في دور مونالي / شونالي
- ريمي سين في دور سويتي

## وسائل الاعلام المنزلية
تم إصدار فيلم دووم 2 بتنسيق دي في دي في فبراير 2007 بواسطة ياش راج فيلم في جميع المناطق كمجموعة من قرصين وللمنطقة 1 كمجموعة من قرص واحد. تم إصدار الفيلم على بلوراي في ديسمبر 2009.

## روابط خارجية
- دووم 2 على موقع IMDb (الإنجليزية)
- دووم 2 على موقع روتن توميتوز (الإنجليزية)
- دووم 2 على موقع نتفليكس (الإنجليزية)
- دووم 2 على موقع قاعدة بيانات الأفلام العربية
- دووم 2 على موقع ألو سيني (الفرنسية)
- دووم 2 على موقع Turner Classic Movies (الإنجليزية)
- دووم 2 على موقع أول موفي (الإنجليزية)
- دووم 2 على موقع بوكس أوفيس موجو (الإنجليزية)
- دووم 2 على موقع فيلمافينيتي (الإسبانية)
- دووم 2 على موقع قاعدة بيانات الفيلم (الإنجليزية)